# Sabina Bagińska
Sabina Hanna Bagińska (19 de octubre de 1985) es una deportista polaca que compitió en halterofilia. Ganó una medalla de oro en el Campeonato Europeo de Halterofilia de 2013, en la categoría de +75 kg.

## Palmarés internacional
| Campeonato Europeo | Campeonato Europeo | Campeonato Europeo | Campeonato Europeo |
| Año                | Lugar              | Medalla            | Categoría          |
| ------------------ | ------------------ | ------------------ | ------------------ |
| 2013               | Tirana (Albania)   | Medalla de oro     | +75 kg             |